# Исидора Тавеннийская
Исидо́ра Тавеннийская (также Исидора Тавенская или Исидора Египетская; IV век) — христианская монахиня и святая, одна из первых юродивых. Почитается в лике преподобных, память в Православной церкви 10 мая (по юлианскому календарю).
Исидора была монахиней в Тавеннийском монастыре в Египте. Она покрывала свою голову старым тряпьём и вела себя таким образом, что долгое время считалась душевнобольной среди других обитательниц монастыря. Вследствие этого святая терпела насмешки и унижения.
Однажды отшельнику Питириму было видение ангела, который повелел ему «найти избранный сосуд Божьей благодати» по «венцу, сияющему над её головой». Придя в Тавеннийский монастырь, Питирим увидел венец над головой Исидоры и признал её избранность и святость. После этого все обитатели монастыря со слезами на глазах и на коленях принялись каяться перед Питиримом в неподобающе пренебрежительном отношении к Исидоре, которая кротко переносила все унижения и испытания.
Через несколько дней святая Исидора тайно покинула монастырь, чтобы избежать извинений и почитания со стороны других монахинь. Последующий период её жизни остался в неизвестности.